# توم وجيري (مجلة)
مجلة توم وجيري هي مجلة مصرية أسبوعية، تصدر عن دار الهلال، صدر العدد الأول في 8 يوليو 2004م، تعتمد على نشر المواد العالمية الخاصة بثلاث مجلات، تتبع ثلاث مؤسسات أمريكية وأكثر، منها شركة واذربروزر السينمائية. رئيس مجلة الإدارة مكرم محمد أحمد، رئيس التحرير ابتسام غانم، سكرتير التحرير: عادل بكر، القطع 18×27 سم، يخلو العدد التجريبي من أي مقدمة، وتشابه بمجلة ميكي التي كانت تصدرها دار الهلال وتوقفت في مارس 2003م، الشخصيات الرئيسية: توم وجيري، داني، باغز باني، الذئب تويوت، لويزة، سكوبي دو، وغيرها.
تعتمد المجلة على قصص الكارتون، حيث في العدد التجريبي هناك 36 صفحة من بين 44 صفحة، وهي نسبة كبيرة من قصص الكارتون في مجلات الأطفال العربية، لا يوجد أي أثر للمؤلف أو الرسام، تختلف المجلة في هويتها عن مجلة توم وجيري السعودية، تعتمد المجلة على الإعلانات، وسعر العدد الواحد جنيهان، لا توجد أي إشارات حول محتوى المجلة في الغلاف.
عدد صفحات المجلة سابقاً مع بداية صدورها 50 صفحة وحالياً 42 صفحة.[متى؟]

## الأبواب
- معلومة في قصقوصة
- تسالي: وهي منشورة في صفحات يُمكن فصلها عن المجلة
- الاختلافات
- اعرف بنفسك

## الشخصيات
تحتوي المجلة علي قصص توم وجيري وسكوبي دو ولوني تونز وفلين ستونز وغيره، كما تحتوي على ألعاب ومواضيع علمية عن العالم وعن العلوم والتاريخ في باب مشاهير تحتوي على باب من صنع يديك وباب اختبار حيث يضم مجموعة أسئلة القارئ يختار الأجابة التي تمثله والنتيجة تظهر شخصية القارئ حسب الاختبار الموجود، وهناك باب رياضي وباب اسمه معلومة في قصقوصة تعرض معلومات قصيرة.